# Heimweh (Album)
Heimweh ist das 16. Studioalbum des österreichischen Schlagersängers Freddy Quinn, das 1968 im Musiklabel Polydor (Nummer 656 003) im Königreich der Niederlande erschien. Es konnte sich nicht in den deutschen Albumcharts platzieren. Singleauskopplungen wurden keine produziert.

## Titelliste
Das Album beinhaltet folgende zwölf Titel:
- Seite 1

1. Heimweh (Memories Are Made Of This) (im Original als Memories Are Made of This von Mindy Carson mit Ray Conniff’s Orchestra & The Columbians, 1955[3])
2. Sie hieß Mary-Ann (Sixteen Tons) (im Original als Sixteen Tons von Merle Travis, 1947[4])
3. Wer das vergisst
4. Noch immer allein
5. Du brauchst doch immer wieder einen Freund
6. Du musst alles vergessen

- Seite 2

1. Unter fremden Sternen
2. Melodie der Nacht
3. La Guitarra Brasiliana
4. So viel Träume
5. Nur der Wind
6. Und das weite Meer